# Kayl
Kayl (lb. Keel) − miejscowość i gmina (gemeng / commune / Gemeinde) w południowym Luksemburgu, w kantonie Esch-sur-Alzette. Do 3 października 2015 gmina leżała w dystrykcie Luksemburg. Siedziba administracyjna gminy znajduje się w miejscowości Kayl. Liczy 9865 mieszkańców (1 stycznia 2023).

## Podział administracyjny
Do gminy należą dwie miejscowości, w tym dwa (Uertschaft) oraz żaden lieu-dit:
1. Kayl (Keel)
2. Tétange (Téiteng / Tetingen)